# Râul Hârtibaciu
Râul Hârtibaciu (în germană Harbach, în maghiară Hortobágy) este un afluent al Cibinului. Are o lungime de 88,2 km. Izvorăște din pădurea Bărcutului adunând toate pâraiele și apele din zonă, trece apoi hotarele satelor Retiș și Brădeni. Principala localitate situată pe cursul râului Hârtibaci este orașul Agnita. 
Valea Hârtibaciului reprezintă o zonă etno-culturală specifică, dominată de așezările săsești de aici: Agnita, Alțâna, Iacobeni, Hosman, Cașolț, Nocrich etc.
Pe Valea Hârtibaciului a fost exploatată din 1898 până în 2001 calea ferată îngustă Sibiu–Agnita(–Sighișoara), odinioară cea mai lungă cale ferată îngustă (mocăniță) din România.

## Galerie de imagini

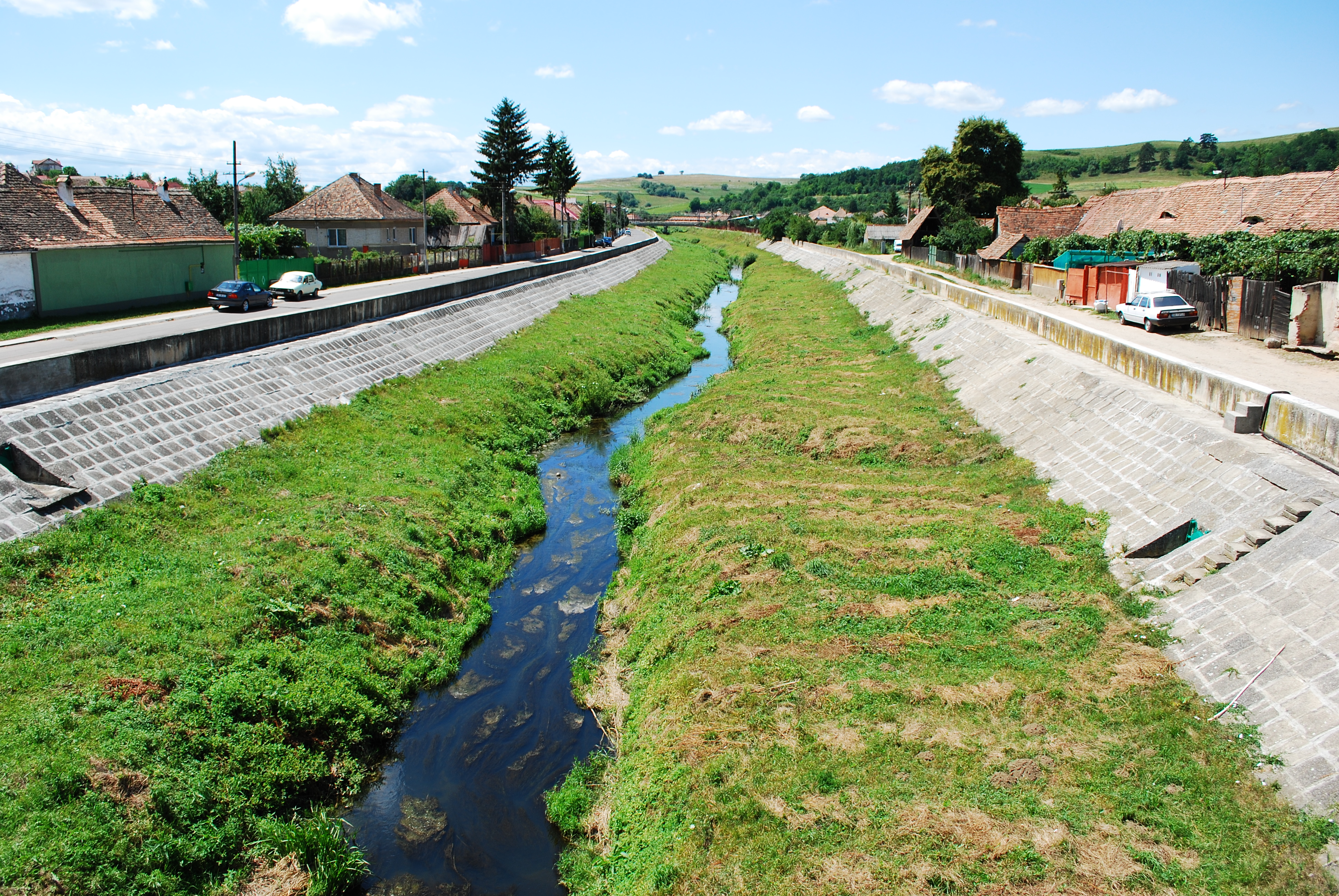
Râul Hârtibaciu în Agnita
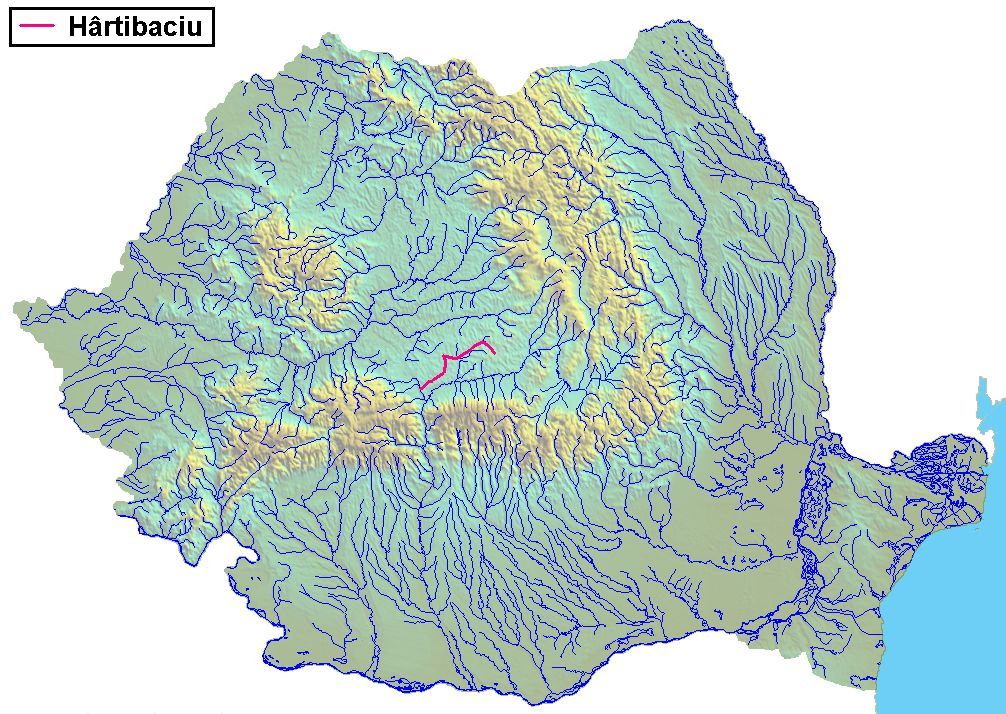
Localizarea râului Hârtibaciu pe harta României (în centrul imaginii, marcat cu roșu)
Harta căii ferate înguste Sibiu–Agnita–Sighișoara, care se suprapune în cea mai mare parte cu cursul râului Hârtibaciu